# Oppervlaktegetrouwe projectie

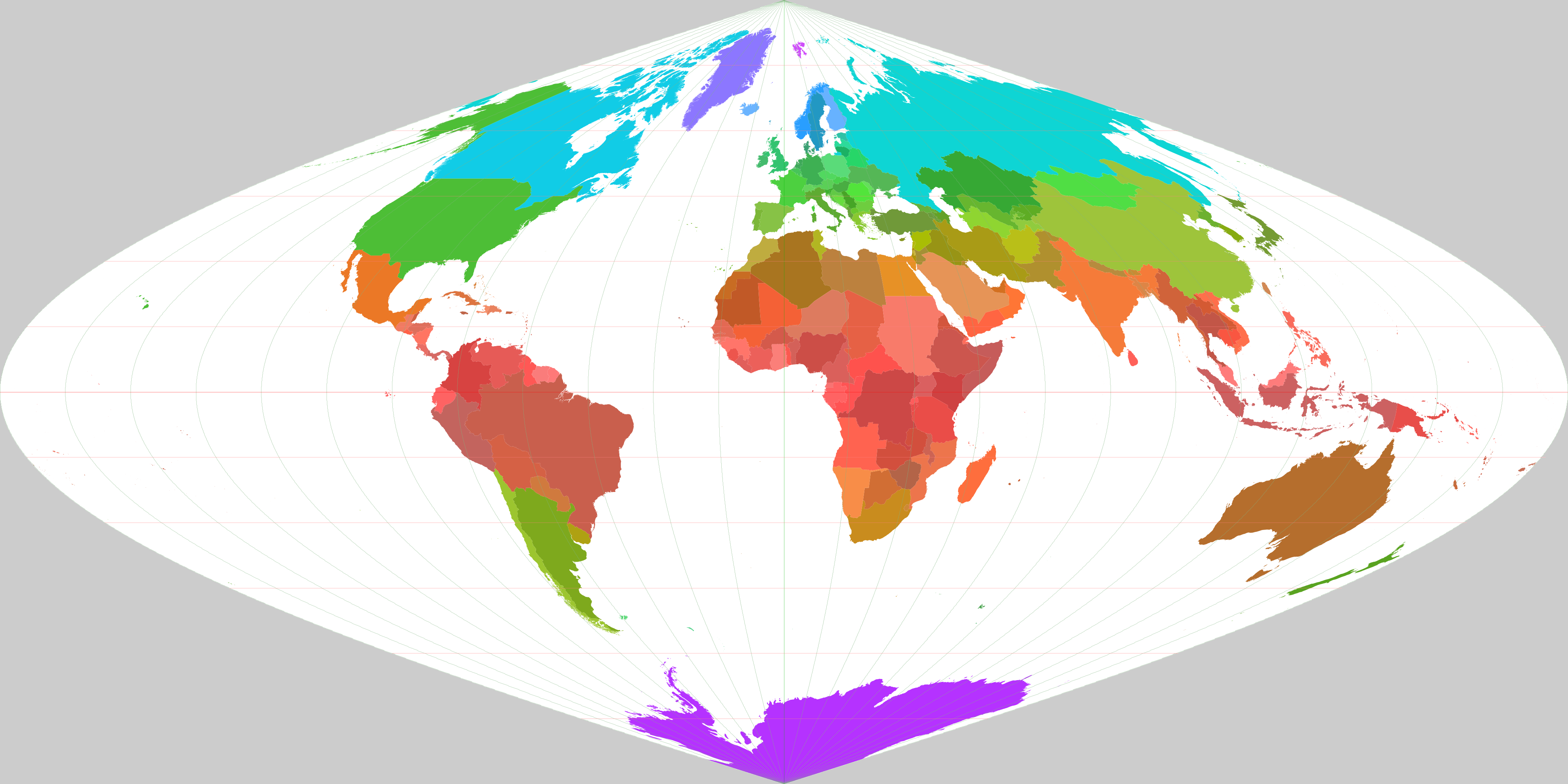
Sinusoïdale pseudo-cilindrische projectie als voorbeeld van een oppervlaktegetrouwe kaart; de evenaar en de nulmeridiaan zijn onvervormd.

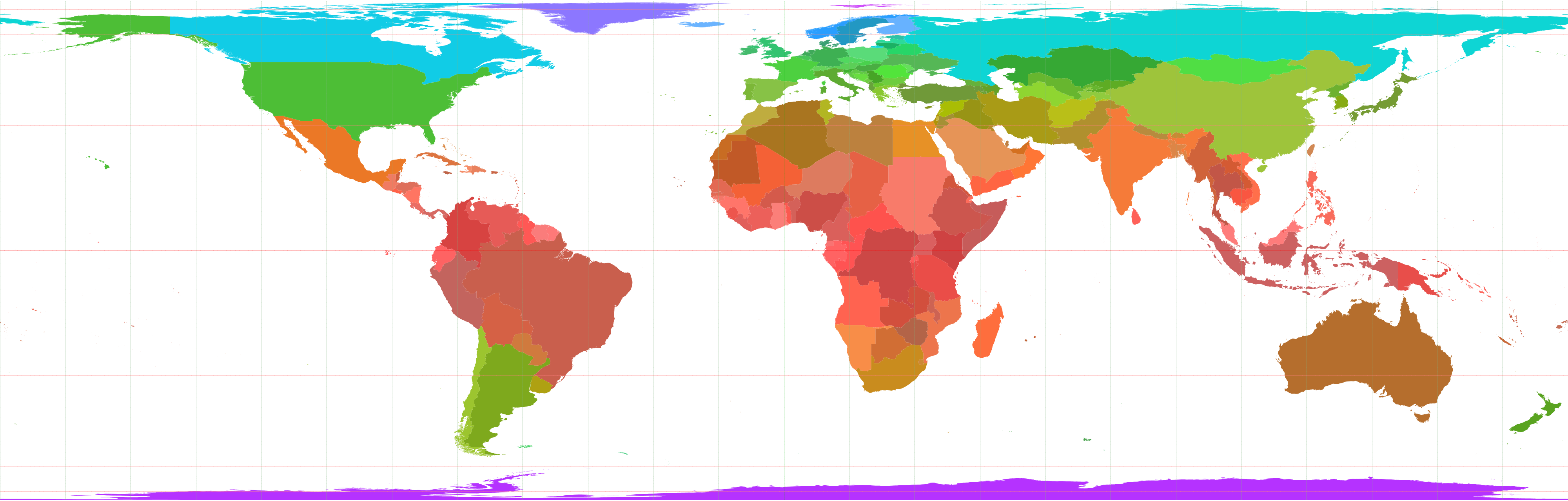
Orthografische cilinderprojectie: alleen langs de evenaar is er geen vervorming.

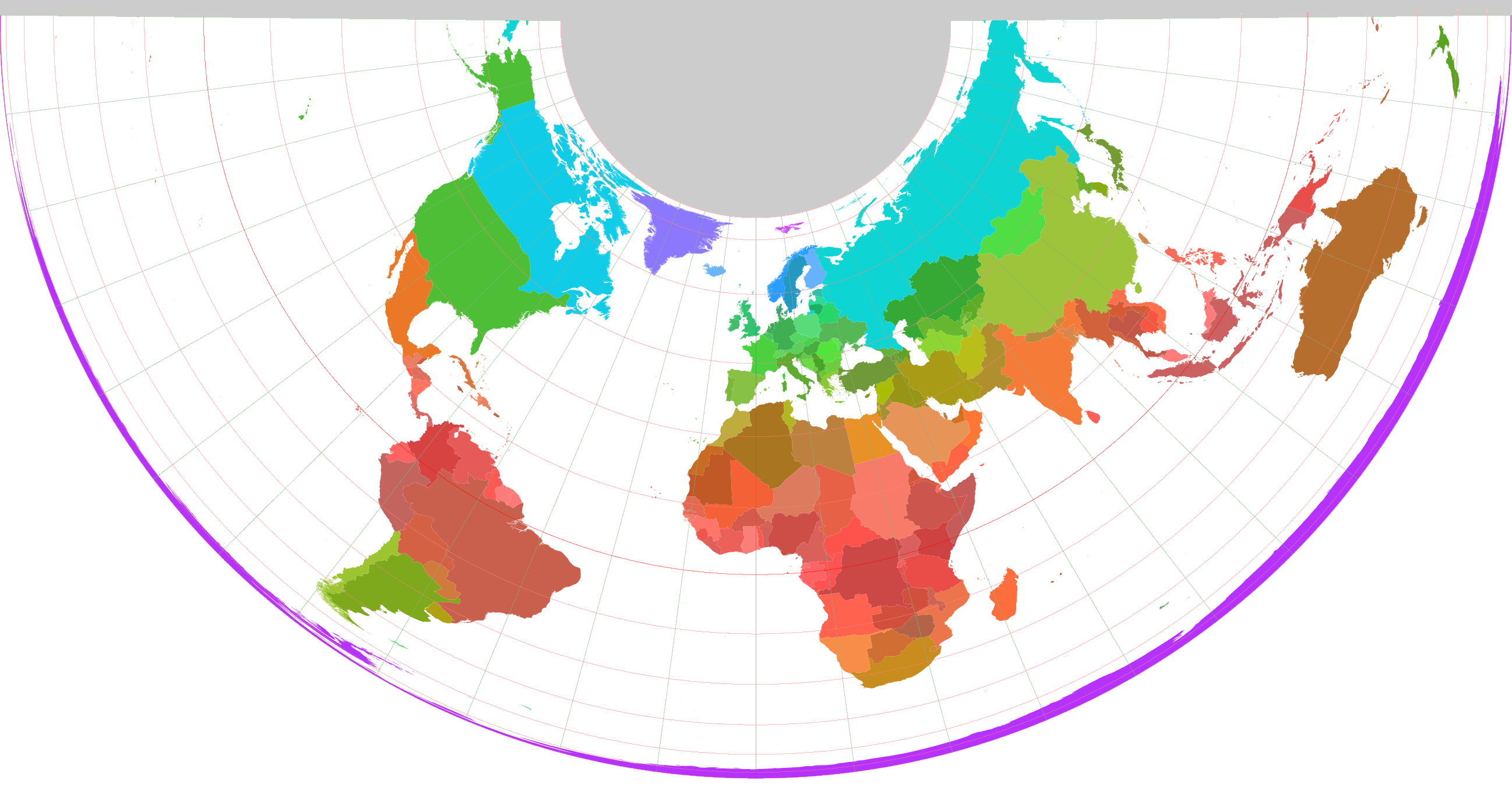
Oppervlaktegetrouwe kegelprojectie, waarbij er ruimte overblijft bij de noordpool.

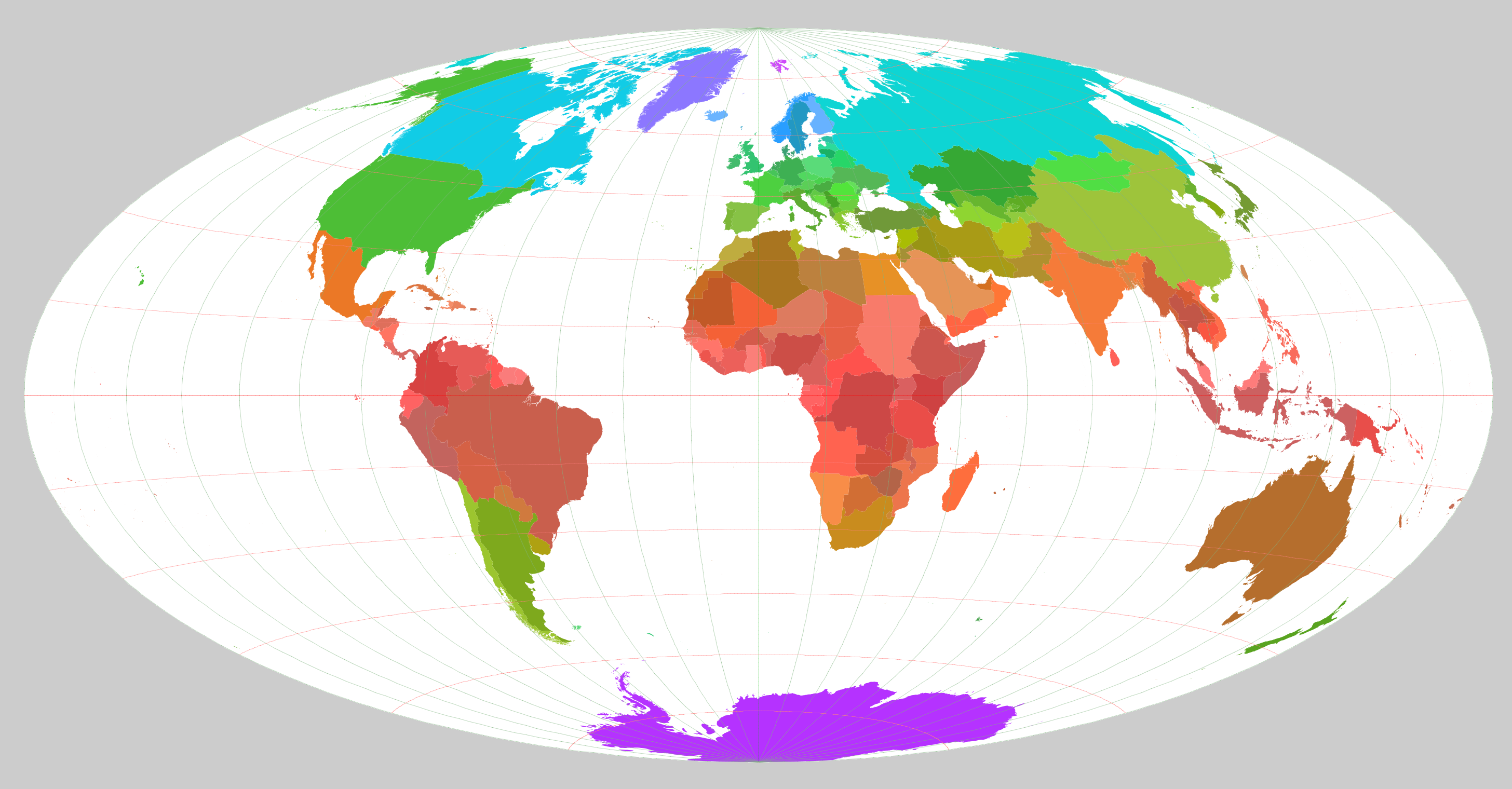
Projectie van Aitoff-Hammer, alleen langs de horizontale en de verticale lijn door het midden is er geen vervorming.

Een oppervlaktegetrouwe of equivalente projectie is een kaartprojectie waarbij de verhouding tussen de oppervlakte van een gebied op de kaart en het corresponderende gebied op de bol overal op de kaart gelijk is. Het is een van de gunstige eigenschappen die een kaart kan hebben.
De verschillende oppervlaktegetrouwe kaarten hebben met elkaar gemeenschappelijk dat ze niet hoekgetrouw zijn, dat wil zeggen dat een vierkantje op de kaart bijna nergens ook een vierkant op de bol is.
Men kan bij een oppervlaktegetrouwe projectie van een bepaald type vaak nog een of meer parameters kiezen. Bij cilinderprojectie kan men de kaart eenvoudig met een constante factor in één richting uitrekken of comprimeren. De oppervlaktegetrouwheid blijft dan uiteraard behouden. Zo kan men locaties (bijvoorbeeld een breedtegraad) kiezen waarop een vierkantje op Aarde een vierkantje op de kaart is.
Bij azimutale en kegelprojecties ligt dat iets ingewikkelder. Afhankelijk van de parameterkeuze kan men bij de ene pool (op een wereldkaart meestal de noordpool) ruimte overhouden (de pool wordt afgebeeld als een cirkel, respectievelijk een deel van een cirkel) of tekortkomen (het centrale punt, respectievelijk de punt van de kaart, representeert een parallel). In het laatste geval (dat met name bij kegelprojectie kan voorkomen) laat men de kaart dan soms niet verder doorlopen dan tot een parallel die wat verder van de pool afligt, zodat duidelijk is dat de kaart niet tot de pool gaat.
Als men de bol parametriseert en één parameter langs een rechte lijn uitzet kan men in de loodrechte richting eenvoudig de lengte zo kiezen dat oppervlaktegetrouwheid geldt. Bij de orthografische cilinderprojectie gebeurt dit met de afstand langs de aardas als eerste parameter, de breedte wordt dan constant. Bij de sinusoïdeprojectie gebeurt dit met de afstand langs een meridiaan als eerste parameter, en met de lengte van de parallellen als tweede. Bij de Mollweideprojectie wordt de schaal langs de meridiaan naar de polen toe verkleind, en de dwarsafstanden dienovereenkomstig verlengd, zodat er geen hoekige uiteinden meer zijn.
Voorbeelden van oppervlaktegetrouwe projecties zijn:
- Oppervlaktegetrouwe kegelprojectie
- Oppervlaktegetrouwe azimutale projectie
- Oppervlaktegetrouwe cilinderprojectie
- Mollweideprojectie
- Projectie van Aitoff-Hammer
- Projectie van Bonne
- Projectie van Goode
- Sinusoïdeprojectie